# Кътински пирамиди
Кътинските пирамиди са скален феномен. Намират се в южното подножие на Софийска част от Западна Стара планина, разположени на две места в землището на село Кътина, на 650 m н.в. и отстоят на 1 км СИ от центъра на с. Кътина, северно от София. Обявени са за природна забележителност през 1962 г.

## Описание
Образувани са в резултат на ерозия в делувиалните отложения, свлечени от планината.
Кътинските пирамиди са ерозионни форми с естетическа стойност, оформени сред слабо споени неоген-кватернерни гравелити, пясъчници и алевролити.
Кътинските пирамиди са представени от островърхи конусообразни ерозионни образувания с неправилни очертания (1), разположени в долната част на Големия дол в СИ край на с. Кътина. Скалният откос се извисява на 5 – 10 м над основата на дола, но индивидуалната височина на самите пирамиди не надвишава 2 м. Външната им повърхност е покрита от твърда глинесто-песъчлива кора. По-често тя е вертикално набраздена и неравна вследствие на активната атмосферна ерозия. Рядко на върха на пирамидите се наблюдават скални късове, които подобно на генезиса на Мелнишките пирамиди, са отговорни за образуването на ерозионните форми.
В геоконсервационен аспект състоянието на обекта през последните 40 – 50 години непрекъснато деградира и неговата привлекателност постепенно намалява. Фотографиите правени в началото на 70-те години (2) и тези през последните години показват намаляване на техния брой и размери. За това допринася изкуственото завиряване на долната част на Големия дол, което води до обрастване на склоновете му с растителност. Основната причина за това е повдигането на ерозионния базис и възпрепятстването на ерозионните процеси, които стоят в основата на образуването на ерозионните форми (3).
Мерките, които могат да спасят за поне още няколко поколения това, което е останало от Кътинските пирамиди, се свеждат до ускоряването на ерозионните процеси чрез изсичане на гората в дола и възстановяване на естествения отток на временните води по Големия дол. В противен случай унищожението на природния феномен е неизбежно и това лесно може да се види от ретроспекцията на фотографиите им през последните 50 години.